# Chapelle-Viviers
Chapelle-Viviers is een gemeente in het Franse departement Vienne (regio Nouvelle-Aquitaine) en telt 408 inwoners (1999). De plaats maakt deel uit van het arrondissement Montmorillon.

## Geografie
De oppervlakte van Chapelle-Viviers bedraagt 14,1 km², de bevolkingsdichtheid is 28,9 inwoners per km².
De onderstaande kaart toont de ligging van Chapelle-Viviers met de belangrijkste infrastructuur en aangrenzende gemeenten.

## Demografie
Onderstaande figuur toont het verloop van het inwonertal (bron: INSEE-tellingen).

1. ↑  Populations de référence 2022.